# Tbolihoningzuiger
De tbolihoningzuiger (Aethopyga tibolii, synoniem Aethopyga boltoni tibolii) is een zangvogel uit de familie Nectariniidae (honingzuigers). Eerder werd deze vogel beschouwd als een ondersoort van de apohoningzuiger.

## Verspreiding en leefgebied
Deze vogel komt voor in de bergen van zuidelijk Mindanao in het zuiden van de Filipijnen.